# Integracja społeczna
Zasugerowano, aby zintegrować ten artykuł z artykułem integracja (psychologia). Nie opisano powodu propozycji integracji.
Integracja społeczna – termin w socjologii i innych naukach społecznych oznaczający w ogólności proces włączania (się) do zasadniczej części społeczeństwa różnorodnych, zwykle mniejszościowych grup społecznych jak np. mniejszości narodowe, uchodźcy, emigranci i repatrianci itp., i w konsekwencji uzyskanie możliwości, praw i usług dotychczas dostępnych tylko dla większości. Jest to jednocześnie zjawisko pełne sprzeczności, gdyż wymaga akceptacji obu stron, co nie jest sprawą oczywistą, gdyż może oznaczać konieczność wyrzeczenia się przez jedną lub obie strony pełni lub części swojej tożsamości rozumianej jako role społeczne, wartości, normy, zwyczaje, tradycja, prawo, światopogląd, nawet język.
Emile Durkheim mówi o integracji społecznej w kontekście tego, że integracja społeczna powstaje na wszystkich wymiarach życia zbiorowego. Uważa, że język jest przekazywany od chwili narodzin, a nie wybierany przez daną osobę. Uczenie się i nabywanie tej wiedzy kształtują nas i nasze bycie w społeczeństwie. Dla Durkheima ważne jest wytwarzanie tej wiedzy i form logicznych, dzięki którym klasyfikujemy pewne grupy np. religijne, które pomogą nam w pewnym czasie zgłębić świat.
Według Clausa Offe zbiorowości ludzkie wytwarzają mechanizmy podtrzymywania przynajmniej minimalnego stopnia integracji społecznej, które przybierają formy kulturowe, gospodarcze i polityczne oraz przejawiają się na trzech poziomach organizacji życia społecznego: makro-, mezo- i mikrostrukturalnym. Są to kolejno: świadomości jedności społeczeństwa, którą uznają jego członkowie i ma podstawy w historii, języku, tradycji i religii; zdolności wytwórcze do zaspokojenia potrzeb materialnych i poziomu bezpieczeństwa socjalnego na poziomie adekwatnym do możliwości; oraz zdolności instytucji do rozwiązywania, tłumienia, regulowania i centralizacji konfliktów politycznych w oparciu o konstytucyjne regulacje prawne. Te formy integracji społecznej dotyczą m.in. państw, narodów, klas, warstw, społeczności lokalnych, partii politycznych, organizacji pozarządowych, korporacji zawodowych, jak również relacji w małych grupach, kręgach towarzyskich i wspólnotach.
W literaturze przedmiotu analizuje się także czynniki prowadzące do sytuacji odwrotnej, czyli do dezintegracji społecznej, która może być rozumiana jako rozpad zwartości grup społecznych. Czynniki takie stanowią m.in. brak informacji i łączności między członkami grupy, wysoka ruchliwość społeczna, heterogeniczność grupy, konflikt ról społecznych, „konflikt pokoleń”, negatywne stereotypy, akty dyskryminacji, wrogości lub walki między zbiorowościami o odmiennej kulturze.
Problematyka ta jest przedmiotem zainteresowania ONZ w ramach jej agendy – Biura Integracji Społecznej w Departamencie Spraw Gospodarczych i Społecznych (Department of Economic and Social Affairs).